# Шишук Андрій В'ячеславович
Андрі́й Вячесла́вович Шишу́к — сержант Десантних військ Збройних сил України, учасник російсько-української війни.

## Життєпис
Народився у місті Полтава, 22 травня 1979 року.
14 років Андрій проживав на крайній півночі СРСР, батько був кадровим військовим.
Здобув дві вищі освіти економіста й менеджера. Протягом 2003—2004 років був у складі контингенту в Іраку. В часі Революції Гідності був у складі Афганської сотні. Брав участь у боях за Донецький аеропорт в останні дні захисту, в складі 90-го окремого батальйону, службу починав у званні солдата.
Демобілізувався сержантом. З дружиною Наталією виховують сина Лева.

## Нагороди
- За особисту мужність і високий професіоналізм, виявлені у захисті державного суверенітету та територіальної цілісності України, вірність військовій присязі, відзначений — нагороджений орденом «За мужність» III ступеня (31.7.2015)
- Нагрудний знак «За оборону Донецького аеропорту»
- Нагрудний знак «За військову доблесть»

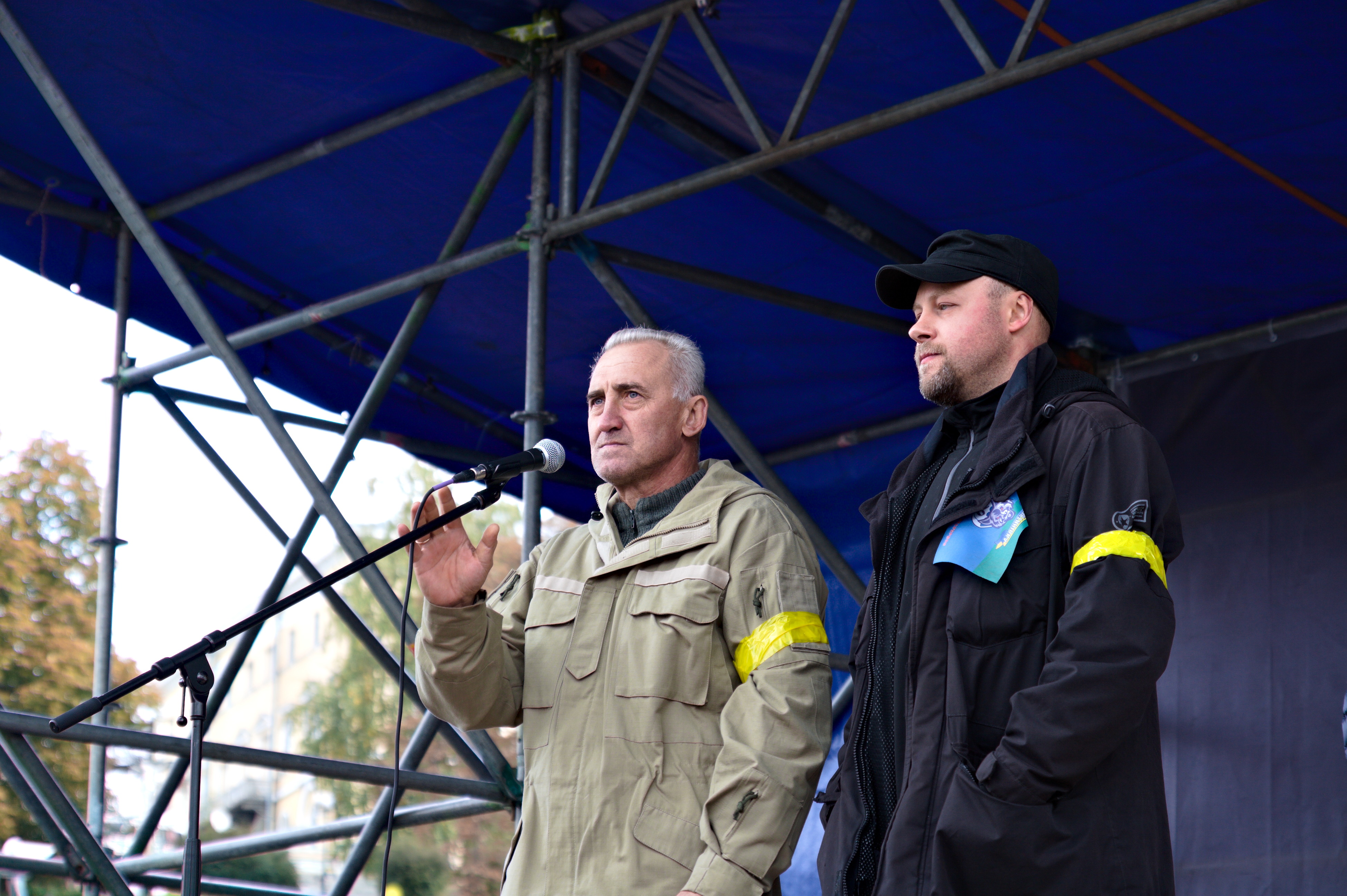
Андрій Шишук і Віталій Баранов на акції
Ні капітуляції!, 6 жовтня 2019 року